# The Marine 4: Moving Target
Série
The Marine 3: Homefront
(2013) The Marine 5: Battleground
(2017)
Pour plus de détails, voir Fiche technique et Distribution.
The Marine 4: Moving Target (titre québécois : Le Fusilier Marin 4) est un film d'action américain réalisé par William Kaufman (en), sorti en 2015. Écrit par Alan B. McElroy, le film raconte l'histoire de Jake Carter interprété par The Miz (Michael Mizanin), un US Marine qui a pour mission d’amener Olivia 'Liv' Tanis (Melissa Roxburgh), une lanceuse d’alerte au procureur avec les preuves de corruption de la moitié des dirigeants d’une entreprise de fabrication d’armes.
The Marine 4 est le quatrième opus de la série cinématographique The Marine, avec The Marine 1, The Marine 2 et The Marine 3: Homefront. Produit par William Kaufman (en), le film a été tourné en anglais aux États-Unis où il est sorti le 21 avril 2015, puis en VàD en France le 1er octobre 2015. 

## Synopsis
Olivia 'Liv' Tanis (Melissa Roxburgh), employée de Genesis Defense Corporation, une industrie de fabrication d’armes, découvre la corruption de six dirigeants et les dénonce à la police. Jake Carter (The Miz (Michael Mizanin)), un ancien US Marine travaillant pour une société privée de sécurité (Hawthorne Global Security) a pour mission d’amener la lanceuse d’alerte au procureur pour faire un procès visant à dénoncer le partenaire de l’armée corrompu. 
Les dirigeants corrompus de Genesis Defense Corporation payent Ethan Smith, un agent corrompu de la sécurité du ministère de la justice, qui, avec l’aide de Simon Vogel, chef d’un groupe de mercenaires paramilitaires lourdement armés, va tenter de récupérer les preuves que détient Olivia 'Liv' Tanis. 
Jake Carter et ses équipiers réceptionnent Liv Tanis à l’aéroport et l’embarquent dans un véhicule protégé par deux autres véhicules qui sont attaqués au lance-roquette lorsqu’ils traversent une forêt. Jake Carter et Liv Tanis se réfugient dans une maison, puis s’enfuient en bateau pour ne pas être rattrapés.
Liv Tanis parvient à fuir de la protection de Jake Carter et se réfugie dans le commissariat de police du détective Redman, mais Vogel et Ethan tuent tous les policiers du commissariat. Jake Carter sauve Liv Tanis mais ils sont rattrapés dans la forêt. Jake Carter réussit à mettre les ennemis hors état de nuire et à conduire Liv Tanis saine et sauve à la justice.

## Fiche technique
- Titre original : The Marine 4: Moving Target
- Titre québécois : Le Fusilier Marin 4
- Réalisation : William Kaufman (en)
- Scénario : Alan B. McElroy basé sur Scott Wiper (en) et Declan O'Brien
- Montage : Paul Martin Smith
- Musique : Jeff Tymoschuk
- Directeur de la photographie : Mark Rutledge
- Direction artistique : Roger Fires
- Décors : Jonathan Lancaster
- Costumes : Aieisha Li
- Producteur : Michael J. Luisi
- Société de production : WWE Studios
- Société de distribution : 20th Century Fox
- Pays d'origine :  États-Unis
- Langue : Anglais
- Format : Couleurs - 1.78 : 1 - son DTS Dolby Digital 5.1 surround
- Genre : Film d'action, Thriller
- Durée : 90 minutes
- Année de production : 2015
- Budget = 1,95 million $[1]
- Dates de sortie : 
  -  États-Unis The Marine 4: Moving Target : 21 avril 2015
  -  Argentine  El Marine 4 : 6 mai 2015  (DVD premiere)
  -  Allemagne The Marine 4 : 7 mai 2015  (DVD premiere)
  -  France  The Marine 4: Moving Target  : 1er octobre 2015  (DVD title)

## Distribution
- Michael "The Miz" Mizanin (VF : Nicolas Matthys) : sergent Jake Carter, l’ancien marine
- Melissa Roxburgh (VF : Marcha Van boven) : Olivia Liv Tanis, la lanceuse d’alerte
- Josh Blacker (VF : Simon Duprez) : Andrew (Simon) Vogel, le chef mercenaire
- Matthew MacCaull (VF : Philippe Allard) : Ethan Smith, l’agent corrompu
- Summer Rae (Danielle Moinet) (VF : Delphine Chauvier) : Rachel Dawes, au service de Vogel
- Paul McGillion (VF : Franck Dacquin) : Detective Paul Redman
- Roark Critchlow (VF : Jean-Michel Vovk) : Nate Miller

## Version française
- Société de doublage : Cinéphase
- Direction artistique :
- Adaptation des dialogues : Frédéric Alameunière
- Enregistrement et mixage :

## Lieux du tournage
Le tournage a commencé en avril 2014 , à Squamish (Colombie-Britannique) et se termina en mai 2014,. 

## Critique et réception
La review aggregator Rotten Tomatoes ne rapporte aucune critique. Allocine lui donne une note de 2.7/5.